# Rio (film)
Rio je americký animovaný film (plná počítačová animace) z roku 2011 studia Blue Sky Studios (tvůrci filmu Doba ledová) společnosti 20th Century Fox. Režii snímku provedl Carlos Saldanha. Jeho další pokračování, film Rio 2, bylo uvedeno do kin v roce 2014. Jde o romanticko-hudební rodinnou komedii.

## Mluví a zpívají
- Anne Hathawayová
- Jamie Foxx
- Leslie Mann
- Jesse Eisenberg
- Rodrigo Santoro
- Jake T. Austin
- George Lopez
- Will.I.Am

## Děj
Příběh vypráví o malém modrém papouškovi, samečkovi Ara Spixův jménem Blu, kterého unesli obchodníci se zvířaty z džungle v Brazílii už jako ptačí mládě. Cestou ale malý Blu vypadl z dodávky ve městě Moose Lake v Minnesotě v USA. Zde ho nalezla dívka jménem Linda, která se o něj postarala, postupem doby se z nich stali opravdoví a naprosto nerozluční kamarádi. S Blua se stal domácí papoušek, který vůbec neuměl létat a dělal společnost své majitelce Lindě v jejím americkém knihkupectví. Jednou se zde objevil mladý veterinář Tulio z Brazílie, který chtěl Blua vzít do Rio de Janeira, protože chtěl zachránit druh ary spixova, ze kterých v Brazílii zbývala už právě jen jedna jediná samička. Linda s tím nejprve vůbec nesouhlasila, ale nakonec se dala přemluvit, vydali se společně na cestu do Brazílie. V Rio de Janeiru se Blu seznámil s krásnou samičkou svého druhu jménem Perla, se kterou se měl rozmnožit v ordinaci u veterináře. Perle se ale Blu vůbec nelíbil, protože je nešikovný, neprůbojný, byl to zkažený americký intelektuál z města, který vůbec neuměl létat a ani neměl žádnou potřebu se to naučit. Všechny pokusy naučit ho létat skončily velmi špatně - katastrofou a fiaskem. Jenomže v noci se do veterinární ordinace vloupal malý brazilský kluk Fernando, který ukradl Blua i Perlu a zanesl je zlému šéfovi Marcelovi a jeho kumpánům, obchodníkům se zvířaty, kteří mu za to zaplatili. Linda byla druhý den velmi smutná a rozzlobená když se dozvěděla, že její nejlepší přítel a kamarád Blu beze stopy zmizel. Proto se rozhodla, že ho začne hledat po městě společně s Tuliem. Blu a Perla se na konec dostali ven z klece a utekli společně ven. Zde náhodou potkali přátelského tukana Rafaela, který jim pomohl sundat dolů z nohou řetěz, kterým byli k sobě společně připoutáni, seznámil je také s dalšími místními divoce žijícími ptáky. Rafael je poté poslal za buldokem Luizem, který jim měl řetěz sundat. Linda a Tulio zatím náhodou potkali malého Fernanda, který jim vše prozradil a pak je zavedl do místnosti, kde měl Marcel uvězněné další exotické ptáky určené k prodeji. Linda s Tuliem ale nevěděli, že Blu s Perlou už dávno utekli, proto jim nezbývalo nic jiného než hledat dál. V městě právě začínal známý karneval, který se každý rok koná v únoru Rio de Janeiru. Blua a Perlu začal pronásledovat zlý papoušek kakadu jménem Nigel, který patřil Marcelovi a jeho kumpánům. Nakonec všechno dobře dopadlo a Linda s Tuliem zachránili Blua a Perlu ještě v době karnevalu a pak si Blu uvědomil, že se on do sebe skutečně zamilovali. Blu nakonec Perlu ještě jednou zachránil při útěku z letadla a během této záchrany se sám od sebe naučil nakonec i létat (což doposud neustále zatvrzele odmítal). Tulio a Linda se taky do sebe zamilovali a adoptovali si malého Fernanda jako svého syna. Oba papoušci měli nakonec společně rodinu, maminka Perla vyvedla mladé a s tatínkem Bluem je společně učili létat.